# Arteria vertebrale
Le arterie vertebrali originano entrambe dall'arteria succlavia omolaterale. Si dirigono verso l'alto, indietro e lateralmente, all'altezza della sesta vertebra cervicale si inseriscono nei forami trasversari, decorrono così verticalmente fino all'atlante, qui si portano dietro la massa laterale della vertebra e si inseriscono nel forame occipitale anastomizzandosi poi con l'arteria controlaterale a livello del solco bulbopontino. Da questa anastomosi ha origine l'arteria basilare che irrora la parte ventrale del ponte. Punto di repere per l'arteria vertebrale è l'angolo di Nunziante Ippolito, tra i muscoli scaleno anteriore ed il lungo del collo.

## Rami collaterali
I rami collaterali delle due arterie vertebrali si distinguono in cervicali e intracranici a seconda della loro origine sull'arteria.
I rami cervicali sono le arterie spinali anteriori e posteriori e i rami muscolari, che comportano l'irrorazione del midollo spinale cervicale e di alcuni muscoli del collo.
I rami intracranici sono invece i rami meningei, che vascolarizzano la dura madre e le ossa della fossa cerebellare; l'arteria spinale posteriore e quella anteriore, l'arteria cerebellare infero posteriore.